# Incident de Kan'ō

Ashikaga Tadayoshi, auteur principal de l'incident de Kan'ō. Des recherches récentes suggèrent que ce portrait, traditionnellement considéré comme étant celui de Minamoto no Yoritomo, est plutôt susceptible d'être le sien

L'incident de Kan'ō (観応擾乱, Kannō Jōran), aussi appelé troubles de  Kan'ō Kannō no juran, est une guerre civile qui se développe à partir des antagonismes entre le shogun Ashikaga Takauji et son frère Ashikaga Tadayoshi, qui divise et affaiblit le début du shogunat Ashikaga. Ces événements portent le nom Kan'ō d'après l'ère du Japon ou nengō proclamée par la Cour du Nord et qui désigne la période de 1350 à 1351 de l'époque Nanboku-chō de l'histoire du Japon. L'un des principaux effets de l'incident est la re-dynamisation de l'effort de guerre de la Cour du Sud en raison du flux de renégats de Kyoto qui suivent Tadayoshi vers la capitale du sud, Yoshino près de Nara.

## Résurgence de la Cour du Sud

### Les événements

Les sièges des cours impériales durant l'incident de Kan'ō sont relativement proches l'un de l'autre mais géographiquement distincts. Ce sont : Capitale du Nord : Kyoto et Capitale du Sud : Yoshino.

Takauji est nominalement shogun mais, ayant montré qu'il n'est pas à la hauteur pour gouverner le pays, Tadayoshi dirige à sa place pendant plus de 10 ans. 
La relation entre les deux frères est cependant destinée à être détruite par un épisode très grave appelé l'incident de Kan'ō, événement qui tient son nom de l'ère Kan'ō (1350–1351) au cours de laquelle il apparaît et qui a de graves conséquences pour l'ensemble du pays. Les ennuis entre les deux commencent lorsque Takauji fait de Kō no Moronao son shitsuji, ou adjoint. Tadayoshi n'apprécie pas Moronao et ses politiques (en tous cas selon le Taiheiki) aussi, après que tous ses efforts pour se débarrasser de lui ont échoué, tente-t-il de le faire assassiner. En 1349, Tadayoshi est forcé par Moronao de quitter le gouvernement, de se raser la tête et de devenir moine bouddhiste avec le nom Keishin sous la direction de Musō Soseki, poète, maître zen et ancien associé,. En 1350, il se rebelle et rejoint les ennemis de son frère, partisans de la Cour du Sud, dont l'empereur Go-Murakami le nomme général de toutes ses troupes. En 1351, il défait Takauji, occupe Kyoto et entre dans Kamakura. Au cours de cette même année, il capture et fait exécuter les frères Kō à Mikage (province de Settsu). L'année suivante, sa fortune tourne et il est vaincu par Takauji à Sattayama. Un rapprochement entre les deux frères s'avère être bref. Tadayoshi s'enfuit à Kamakura, mais Takauji l'y poursuit avec une armée. En mars 1352, peu de temps après une deuxième réconciliation apparente, Tadayoshi décède subitement, par empoisonnement selon le Taiheiki.

### Contexte
L'incident de Ka'nō particulièrement clivant qui divise le régime Muromachi met temporairement en veilleuse l'intégration du nouveau shogunat. Avant l'incident, les organes bureaucratiques du régime naissant sont sous la juridiction distincte des frères Ashikaga, Takauji et Tadayoshi, ce qui est à l'origine d'une administration à deux volets. Takauji était le chef des vassaux de la maison et contrôle donc le Conseil des obligés (le Samurai-dokoro) et le Bureau de récompenses (le Onshō-kata), tandis que Tadayoshi est le chef de la bureaucratie qui contrôle l'administration du Conseil d'enquête des fonctions judiciaires du régime. 
Le Conseil des obligés est employé comme organe disciplinaire vis-à-vis des vassaux de la maison; le brigandage et autres crimes sont poursuivis. Le Bureau des récompenses est utilisé pour entendre les revendications des hans et leur donner des vassaux méritants. Le Bureau des récompenses sert aussi à enregistrer de nouveaux guerriers, adversaires potentiels du régime. L'organe judiciaire principal, le Conseil des coadjuteurs, décide de tous les cas de litiges fonciers et des querelles concernant les successions. Toutes les fonctions judiciaires sont « par excellence » utilisées pour résoudre les conflits et les différends légalement et dans un cadre institutionnel. Les bureaucrates (bugyōnin) pour le nouveau régime sont recrutés dans les rangs de ceux qui ont servi le régime Hōjō avant sa chute. Ils sont précieux parce qu'ils savent lire et écrire, capacité hors de portée de la plupart des guerriers.
Dans les années 1350, l'incident de Kan'ō et ses conséquences divisent et détruisent presque le nouveau régime. À la surface, l'incident ressemble à une lutte entre factions opposant Ashikaga Tadayoshi, le frère de Takauji, contre les frères Kō, Moronao et Moroyasu soutenus par Takauji. 
Le conflit peut se résumer à des divergences d'opinion en ce qui concerne le système de succession et, derrière ces opinions divergentes, les différentes bureaucraties contrôlées par Takauji et Tadayoshi. Dans l'ensemble, Takauji est l'innovateur tandis que Tadayoshi joue le conservateur voulant préserver les politiques du passé. En sa qualité de chef militaire des groupes de vassaux, Takauji prend deux décisions qui entrent en conflit avec Tadayoshi : il nomme des vassaux au poste de shugo en récompense d'exploits aux combats et divise les propriétés shōen pour en donner la moitié à ses vassaux en tant que fiefs ou intendances (Jitō). Tadayoshi conteste vigoureusement ces politiques à travers l'élaboration du « formulaire Kemnu » qui s'oppose à la nomination au poste de shugo comme récompense pour services sur les champs de bataille. Il s'oppose également à toute sorte de division pure et simple des terres domaniales en sa qualité de chef du Conseil des coadjuteurs. Il existe donc une division claire entre les politiques de Takauji et celles de son frère Tadayoshi.
Le conflit peut donc être considéré comme ayant émergé en raison de l'existence de deux chefs d'État dont la politique contredit l'autre. Les événements qui suivent l'incident témoignent de la mesure dans laquelle le régime commence à perdre ses soutiens. De profondes divisions entre les membres de la famille Ashikaga renforcent l'opposition. Les deux piliers du régime Muromachi, Tadayoshi et Takauji, promulguent des soumissions symboliques à la Cour du Sud pour avancer leurs propres intérêts : Tadayoshi dans son désir de détruire les frères Kō et Takauji dans son désir de vaincre Tadayoshi. Ironiquement, même si la Cour du Sud est l'ennemi, elle est utilisée comme justification par les membres du régime pour s'attaquer l'un l'autre.

### Conséquences
L'un des principaux effets de l'incident est la redynamisation de l'effort de guerre de la Cour du Sud. Dans une large mesure, sa nouvelle offensive est rendue possible par des transfuges du régime Muromachi. L'offensive impériale de 1352 dirigée contre Takauji à Kamakura est rendue possible par le grand nombre d'anciens partisans de Tadayoshi devenus des partisans du meneur Nitta Yoshimune. L'offensive impériale contre Kyoto en 1353 est rendue possible grâce à la défection du seigneur shugo Yamana Tokiuji. Ashikaga Tadafuyu, le fils adopté de Tadayoshi, est un exemple exceptionnel de ces défections : il devient le chef des armées occidentales de la Cour du Sud au cours des offensives contre Kyoto en 1353 et 1354.
En revanche, la fin des troubles élimine le partage du pouvoir entre les deux frères Ashikaga au profit de Takauji. Sa position et finalement le shogunat Muromachi dans son ensemble en sont renforcés.

## Source de la traduction
- (en) Cet article est partiellement ou en totalité issu de l’article de Wikipédia en anglais intitulé « Kannō disturbance » (voir la liste des auteurs).